# Carl Cleveland Taylor
Carl Cleveland Taylor (* 16. Dezember 1884 in Iowa; † 10. Februar 1975) war ein US-amerikanischer Soziologe und 36. Präsident der American Sociological Association. Sein Spezialgebiet war die Agrarsoziologie (Rural Sociology).
Taylor hatte Wirtschaftswissenschaft und Soziologie studiert, bevor er ab 1934 Tätigkeiten in der staatlichen Landwirtschaftsverwaltung übernahm. 1943 betrieb er im Auftrage des US-Außenministeriums ein Jahr lang agrarsoziologische Forschungen in Argentinien.
Er war Mitglied der American Country Life Association, der Rural Sociology Society und amtierte 1946 als Präsident der American Sociological Association.

## Schriften (Auswahl)
- The Social Survey – Its History and Method, 1919
- Economics and Social Conditions of North Carolina Farmers, 1923
- Rural Sociology, 1926
- Human Relations, 1927.